# Fazlı Kocabaş
Fazlı Kocabaş (Bruxelles, 1º gennaio 1990) è un calciatore belga con cittadinanza turca, difensore del Template:Calcio Grez-Doiceau.